# Sunagocia
Sunagocia is een geslacht van straalvinnige vissen uit de familie van platkopvissen (Platycephalidae).

## Soorten
- Sunagocia arenicola (Schultz, 1966)
- Sunagocia carbunculus (Valenciennes, 1833)
- Sunagocia otaitensis (Cuvier, 1829)
- Sunagocia sainsburyi Knapp & Imamura, 2004